# Escrignelles
Escrignelles é uma comuna francesa na região administrativa do Centro, no departamento Loiret. Estende-se por uma área de 13,83 km². Em 2010 a comuna tinha 51 habitantes (densidade: 3,7 hab./km²).